# Karl August Tripp
Karl August „Charly“ Tripp (* 3. Februar 1944 in Marburg) ist ein ehemaliger deutscher Fußballspieler. Als Aktiver des VfL Osnabrück gewann er von 1969 bis 1971 dreimal in Folge die Meisterschaft in der damals zweitklassigen Fußball-Regionalliga Nord und absolvierte in den Bundesligaaufstiegsrunden 40 Spiele, wobei der Libero fünf Tore erzielte.

## Laufbahn

### Amateur und Regionalliga Südwest, bis 1968
Der Angreifer „Charly“ Tripp durchlief die Jugendabteilung bei den Blau-Weißen vom VfL Marburg und sammelte dort die ersten Erfahrungen im Seniorenbereich in der 1. Amateurliga Hessen. Zur Runde 1964/65 nahm der 20-Jährige aus der mittelhessischen Universitätsstadt das Angebot des Südwest-Regionalligisten FSV Mainz 05 an, wo bereits der vormalige VfL-Mannschaftskamerad Kurt Sauer 1963 gelandet war und der ältere Tripp-Bruder, Georg, als Dritter im Bunde, zur Runde 1966/67 dazu kommen sollte. Marburg war in diesem Zeitraum eine Quelle für den höherklassigen Fußball. Bereits 1962 gingen Georg Tripp und Richard Weber vom VfL zum 1. FC Köln beziehungsweise Eintracht Frankfurt, zum Bundesligastart 1963/64 unterschrieb der Jugendnational- und spätere langjährige Bundesligaspieler Klaus Zaczyk, beim Karlsruher SC einen Lizenzspielervertrag, was zur Saison 1967/68 auch für Günter Keifler zutraf, der ab diesem Zeitpunkt in der Fußball-Bundesliga bei Eintracht Frankfurt spielte.
Unter FSV-Trainer Heinz Baas debütierte der Angreifer aus Marburg, am 9. August 1964, beim 1:1-Auswärtsremis gegen den FK Pirmasens, in der Regionalliga Südwest. In der 88. Spielminute gelang Tripp der Treffer zum 1:1-Ausgleich. Für die 05er verlief die Runde 1964/65 im zweiten Jahr der zweitklassigen Regionalliga Südwest nicht nach Wunsch. Der elfte Tabellenplatz am Rundenende stellte Verein, Trainer, Mannschaft und Fans nicht zufrieden. „Charly“ Tripp erzielte elf Tore und nahm damit hinter Linksaußen Vincenz Fuchs (13) und Mittelfeldspieler Günther Dutine (12) vereinsintern, den dritten Rang in der Torschützenliste ein. Zum Höhepunkt wurden aber die Spiele im DFB-Pokal des Jahres 1965. In der ersten Hauptrunde gelang Mainz am 16. Januar 1965 vor 12.000 Zuschauern ein 1:0-Heimerfolg gegen den Bundesliga-Herbstmeister und späteren Deutschen Meister SV Werder Bremen. Im Achtelfinale trennte sich die Baas-Elf vor 20.000 Zuschauern mit einem 2:2-Remis nach Verlängerung gegen die von Max Merkel trainierten „Löwen“ vom TSV München 1860. Beim Wiederholungsspiel am 17. Februar 1965 erzielte „Charly“ Tripp in der 85. Minute den Siegtreffer zum 2:1 gegen „Löwen“-Torhüter Petar Radenković. Zehn Tage später, am 27. Februar, setzte sich der 1. FC Nürnberg im Viertelfinale vor 24.000 Zuschauern nach einem 0:0-Halbzeitstand mit einem 3:0-Erfolg im Bruchwegstadion durch.
In seinem zweiten Jahr in Mainz, 1965/66, erwies sich „Charly“ Tripp mit 24 Treffern als der erhoffte Torjäger. Neuzugang Horst Hülß, als Spielmacher hinter den Spitzen agierend, verstärkte deutlich die Qualität des Kombinationsspiels, wovon auch Dutine (14) und Manfred Nehren (10) neben dem jungen Mittelstürmer profitierten. Am Rundenende belegte Mainz den dritten Rang. Der Vertrag des seit der Saison 1959/60 im Amt befindlichen Trainers Baas wurde nicht verlängert und in der Runde 1966/67 auf Kurt Zaro als neuer Übungsleiter gesetzt. Emotional bekam der jüngere Tripp zwar durch den Zugang von Bruder Georg aus Offenbach Unterstützung, beide Brüder zierten das Titelblatt des Kickers im April des Jahres 1966 mit der Überschrift: Die Tripps wollen 50 Tore schießen, aber mit seinen 16 Toren kam Karl-August nicht an die Quote des Vorjahrs heran. Die interne Torschützenliste der 05er führte er aber dennoch souverän vor Linksaußen Walter Gaußmann mit neun Treffern an. Sportlich lief es nach dem Trainerwechsel nicht rund. Nach zwölf Spieltagen ersetzte der vormalige A-Junioren-Trainer Walter Sonnenberger den Baas-Nachfolger Zaro. Es ging wieder aufwärts und „Charly“ Tripp steuerte sogleich zum 4:0-Auswärtserfolg beim FC Homburg drei Tore bei. Am Rundenende belegte der FSV den vierten Rang. Durch die überraschend starke Saison des Lokalrivalen SV Weisenau auf dem dritten Rang, ging die gute Platzierung in der Wahrnehmung fast unter.
In seinem vierten Mainzer Jahr, 1967/68, ging die Trefferquote des Mittelstürmers – ein Transfer zum FC Bayern München hatte sich trotz Vertragsunterschrift zerschlagen – mit acht Toren deutlich zurück. Unter dem neuen Trainer Erich Bäumler führte Bruder Georg mit 18 Treffern die Torschützenliste an, der auch in allen 30 Ligaspielen am Ball war. Die 05er spielten im Kampf um den zweiten Platz gegen die Konkurrenten TuS Neuendorf und FK Pirmasens mit der Hinrundenbilanz von 21:9 Punkten ernsthaft mit, an der Tabellenspitze zog aber der SV Alsenborn mit Abstand seine Kreise. Der „Dorfclub“ um die torgefährlichen Angreifer Lorenz Horr (24 Tore) und Jürgen Schieck (31 Tore) war auf dem Weg zur Meisterschaft nicht aufzuhalten. Der FSV besiegte zwar in der Rückrunde TuS Neuendorf mit 1:0 Toren, aber die Koblenzer holten sich die Vizemeisterschaft vor Pirmasens und Mainz 05. Sein letztes Spiel für Mainz 05 bestritt „Charly“ Tripp am 4. Mai 1968 beim 2:2-Heimremis gegen Meister Alsenborn, als er seine Mannschaft in der 47. Spielminute zur 2:1-Führung gebracht hatte. Nach 105 Regionalligaeinsätzen mit 60 Toren – insgesamt kam er auf 154 Einsätze für die Mainzer - beendete er im Sommer 1968 seine Aktivität in Mainz und schloss sich zur Saison 1968/69 dem VfL Osnabrück in der Fußball-Regionalliga Nord an.

### VfL Osnabrück, 1968 bis 1974
Unter Trainer Radoslav Momirski agierte Tripp in Osnabrück im Mittelfeld. Er setzte auf den athletischen Sturmtank Wolfgang Kaniber in der Spitze und auf die zwei Flügelstürmer Willi Mumme und Carsten Baumann. Die hauptsächliche Unterstützung aus dem Mittelfeld kam von „Charly“ Tripp (23-7) und Herbert Schröder (26-11). Die Elf von der Bremer Brücke gewann mit dem Torverhältnis von 94:27 und 53:11 Punkten überlegen mit neun Punkten Vorsprung die Meisterschaft. In der Aufstiegsrunde scheiterten Tripp und Kollegen lediglich am Westvize Rot-Weiss Essen. In seinem zweiten Jahr bei den Lila-Weißen, 1969/70, vollzog der ehemalige Torjäger den Schritt zum Libero und Abwehrchef. In 27 Spielen mit zwei Toren trug er zur Titelverteidigung bei. Die dritte Meisterschaft errang er mit dem VfL 1970/71 unter Trainer Fritz Langner. In der Aufstiegsrunde musste er aber mit seinen Mannschaftskollegen die Überlegenheit des VfL Bochum anerkennen. Mit dem neuen Trainer Erwin Türk reichte es 1972 und 1973 jeweils zur Vizemeisterschaft im Norden, aber die Westvertreter Wuppertaler SV – „Charly“ Tripp bezeichnete die Wuppertaler als die mit Abstand beste Mannschaft, gegen die wir jemals in einer Aufstiegsrunde antreten mussten – und RWE setzten sich in den Aufstiegsrunden durch. Insgesamt hat „Charly“ Tripp mit Osnabrück von 1969 bis 1973 in den Aufstiegsrunden 40 Spiele absolviert und dabei fünf Tore erzielt.
Zum letzten Jahr der alten zweitklassigen Regionalliga Nord, 1973/74, übernahm der vormalige Trainer des Hamburger SV, Klaus-Dieter Ochs, das Amt in Osnabrück. Am 16. September 1973, beim Heimspiel gegen Barmbek-Uhlenhorst, erlitt Tripp einen Achillessehnenriss. In der Rückrunde, am 28. April und 5. Mai 1974, wurde er jeweils in den Schlussminuten eingewechselt. Insgesamt stehen für ihn 1973/74 acht Spiele mit drei Toren in der Rundenbilanz. Insgesamt wird Tripp mit 149 Regionalligaeinsätzen mit 19 Toren für Osnabrück geführt. Im Juli/August 1974 unternahm er einen erneuten Anlauf, um noch einmal sein früheres Leistungsvermögen zu erreichen. Nach seiner Auswechslung am 28. August bei der 0:2-Auswärtsniederlage gegen Hannover 96 beendete der „Musterprofi“ nach zwei Spielen in der 2. Bundesliga und nach insgesamt 192 Punktspieleinsätzen mit 22 Toren zwischen 1968 und 1974 seine aktive Laufbahn. Am 31. Oktober 1974 wurde sein noch laufender Vertrag beim VfL Osnabrück aufgelöst.
Danach war er noch bis 1978 als Spielertrainer beim VfL Kloster Oesede tätig.
Der ehemalige Beamte im Osnabrücker Arbeitsamt lebt heute mit seiner Frau in Hasbergen bei Osnabrück.